# Dicraeus nigropilosus
Dicraeus nigropilosus är en tvåvingeart som beskrevs av Becker 1910. Dicraeus nigropilosus ingår i släktet Dicraeus och familjen fritflugor. Inga underarter finns listade i Catalogue of Life.